# RPG-26
El RPG-26 «Aglen» (en ruso: РПГ-26 «Аглень») es un lanzacohetes antitanque desarrollado por la Unión Soviética. Dispara un cohete de una sola etapa con aletas tipo navaja, las cuales se despliegan después del lanzamiento. El cohete porta una ojiva HEAT con carga hueca de 72,5 mm de diámetro y capaz de penetrar 440 mm de blindaje, un metro de hormigón armado y un metro y medio de ladrillos. Posee un alcance efectivo de alrededor de 250 m.

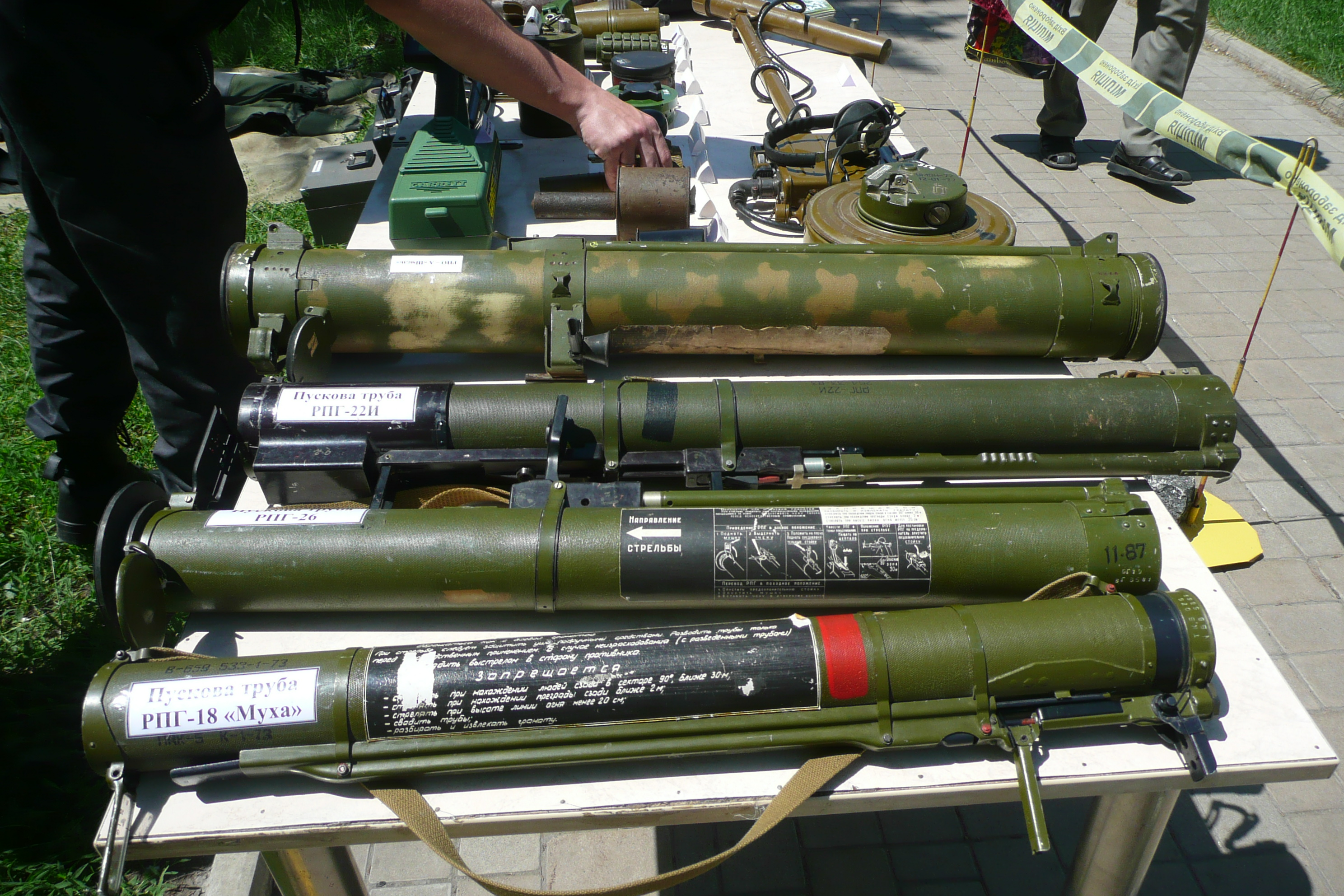
Un RPG-26 (el segundo desde abajo), junto a lanzacohetes soviéticos/rusos similares.

Una variante del RPG-26, llamada RShG-2, está armada con una ojiva termobárica. El RShG-2 es más pesado que el RPG-26 en 3,5 kg, y tiene un alcance de fuego directo reducido de 115 m. Está en servicio con las Fuerzas Terrestres de Rusia.

## Usuarios

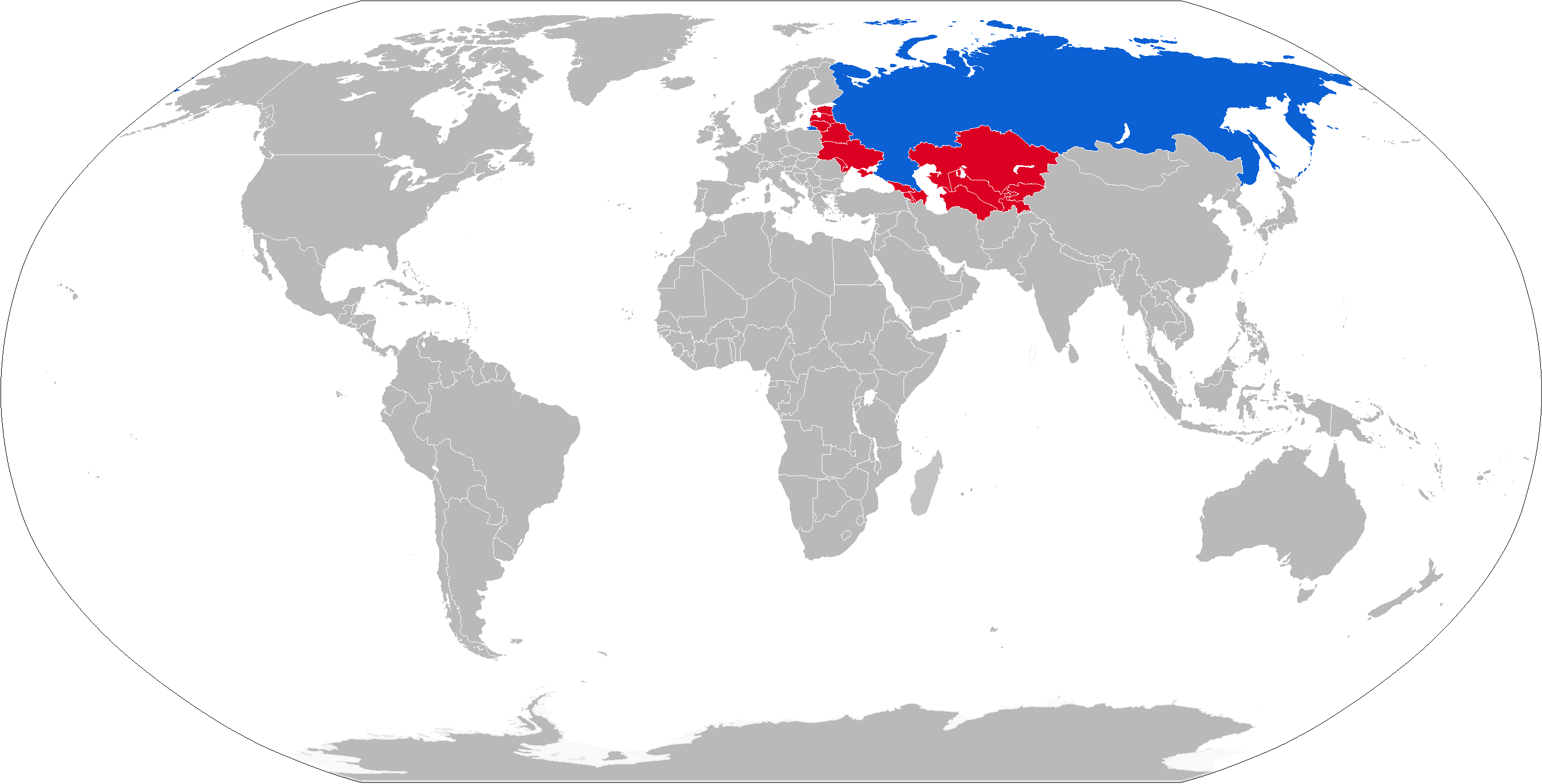
Mapa que muestra a los usuarios del RPG-26 en azul y los anteriores en rojo.

### Actuales
- Rusia[1]
- Venezuela

### Anteriores
- Unión Soviética